# Hennafestés

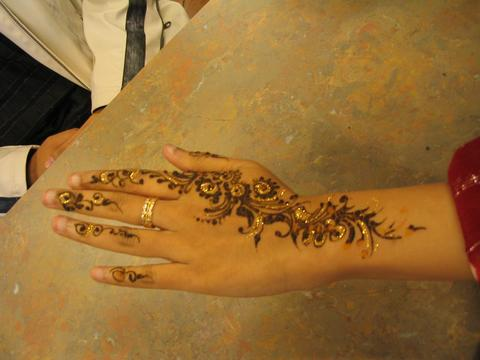
Mehndi a kézen

A henna (hindi nyelven: हेना urdu nyelven: حنا /hena/ ) bőrre való felvitele, ami a testfestés egyik ideiglenes fajtája. Legnépszerűbb Dél-Ázsiában, a Közel-Keleten és Észak-Afrikában, de azon népcsoportok körében is, akik elhagyták hazájukat. 
Ezt a típusú testfestést különleges alkalmakkor használják, leginkább esküvőkön. Általában a kézre és a lábakra festik fel: spirituális eredetű, védő, oltalmazó, szerencsét hozó jelentéssel bír. Mivel csak a felhám elhalt sejtjeibe szivárog be, azokon a helyeken, ahol ez a réteg vastagabb, sötétebb a henna színe is. 

## Története
A mehndi művészete már 5000 éve ismert Ázsia- és Afrika-szerte, manapság már Európát és Amerikát is meghódította.
Eleinte hűsítő és gyógyító hatásaiért használták, később már egyre kifinomultabb minták formájában vitték fel a bőrre. Időszámításunk előtt 700-ban Perzsiában, Indiában és Egyiptomban is használták már kozmetikai és gyógycélokra (haj, köröm- és bőrfestés, gyógyfőzetek).
Sokan a mehndit „henna tetoválásként” emlegetik – tévesen, ugyanis a tetoválás olyan beavatkozás, amikor a pigmenteket mesterséges úton (tűvel) a bőr alá juttatják, így érik el a tetoválás maradandóságát, míg a henna csak a bőr felületét festi meg. Azonosítója C.I. 75480

## Elkészítése és használata
A henna egy kisebbfajta bokor (Lawsonia Inermis), amelynek szárított leveleit apróra őrlik, és forró vízzel, valamint egyéb adalékokkal keverik (más gyógynövényekkel vagy a fekete henna esetében fémekkel). Ez a növény Irán, India, Pakisztán, Egyiptom és Észak-Afrika területén elterjedt.
A henna masszát egy műanyag tubus, ecset vagy fémvégű üvegcse segítségével viszik fel a bőrre. A megfestett bőrfelületet zsebkendőbe vagy fóliába csavarják, hogy megkösse a test melegét, így nedvesen tartva a hennát, minek segítségével erősebb színhatást érnek el a bőrön. A hennának minimum egy órát kell száradnia, de a legjobb, ha egy éjszakán át rajtamarad a bőrön. Annak érdekében, hogy ne száradjon ki olyan hamar a már felvitt massza, egy úgynevezett Halwa sziruppal kell bekenni, ami citromlé és cukor keveréke. Eltávolítása után narancssárgás nyomot hagy a bőrön, ám igazi színét csak 48 óra után mutatja meg (vörösesbarna). Egy héttől akár pár hónapig is látható lehet a massza minőségétől függően.

## Minták

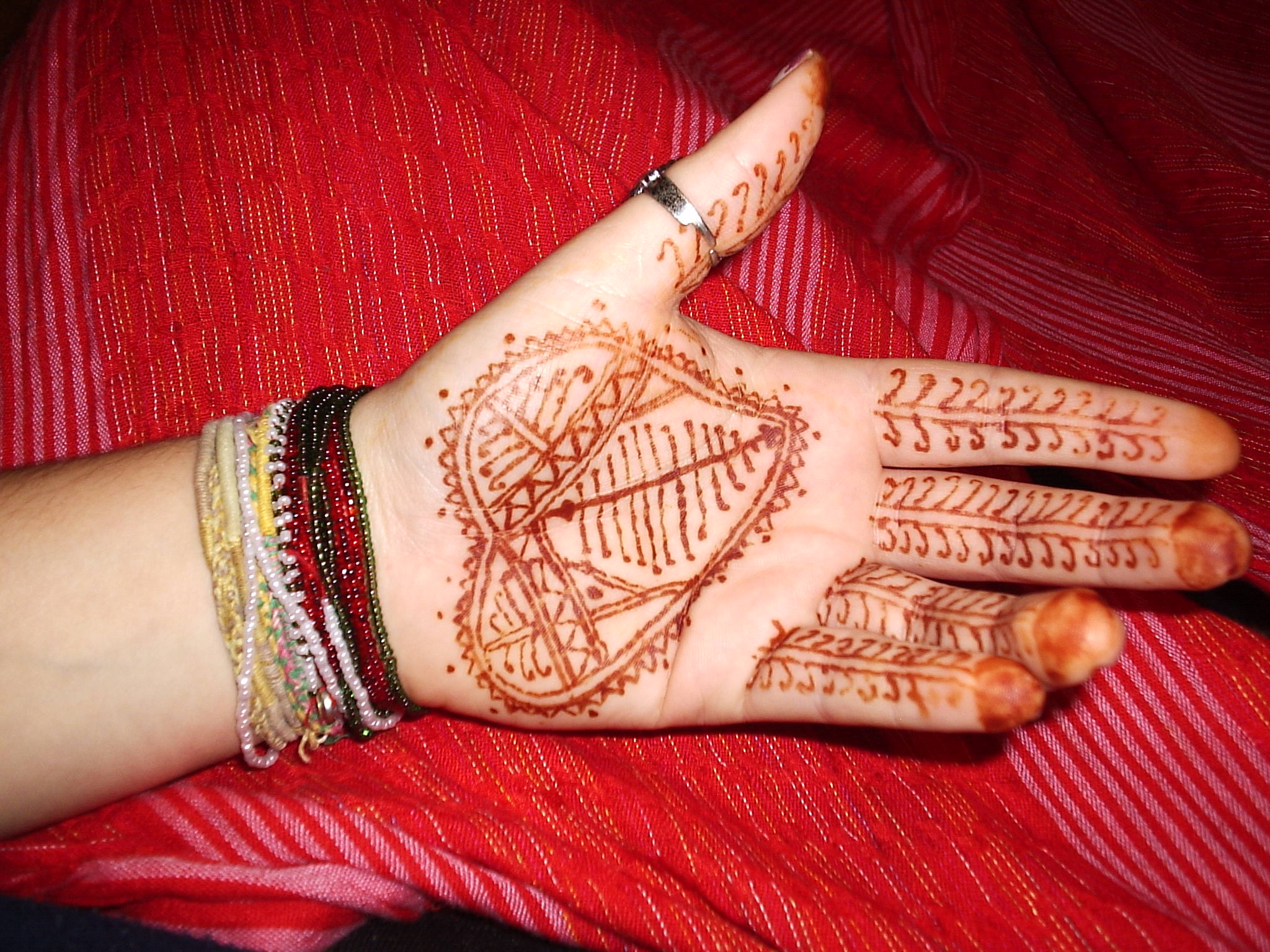
Berber minta (afrikai motívum)

A henna (arab) vagy mehndi (hindu) minták vallástól és kultúrától függően változnak, más-más jelentést képviselve, mint a termékenységet, jó egészséget, bölcsességet vagy lelki megvilágosodást.
A minták formájuk szerint három fő csoportra oszthatók, mégpedig arabra, indiaira és afrikaiakra.
Az arab minták általában nagyobb virágmotívumok, mivel a Korán tiltja az állatok ábrázolását. Főleg a kézfejen és a lábfejen használatos. Az indiai motívumok aprólékosabb, vékony vonalakkal összefont virág- és kasmírminták, amelyek beborítják az egész felső végtagot és a lábfejet a sípcsontig.
Az afrikai motívumok inkább nagyobb, vastagabb geometriai alakzatokat ábrázolnak (berberek).

## Henna alkalmak
Pakisztánban, Indiában, Bangladesben és Szudánban főleg esküvők alkalmával festik meg a menyasszonyokat egy külön szertartásként tartott „mehndi éjszakán”. De nemcsak az arákat, hanem a jövendőbeli férjeket is borítja néha mehndi. 
Néhány többi országban, mint például Marokkóban, a hennát akármilyen fontosabb alkalmakkor is használják (baba születése, születésnap, ünnepek, családi összejövetelek vagy csak egyszerűen, hogy megünnepeljék az együttlétet).

## Fekete henna
A valódi henna nem fekete, nem okoz sebeket, hólyagokat. Amit akár hennához, akár más porszerű anyaghoz hozzákevernek, hogy fekete nyomot hagyjon a bőrön, az a PPD nevű színező anyag. A PPD a Para-Phenylenediamine nevű vegyület rövidítése.